# Anselmo Duarte
Anselmo Duarte (Salto, São Paolo, 1920. április 21. – São Paulo, 2009. november 7.) brazil filmrendező, színész, forgatókönyvíró.

## Életpályája és munkássága
Művészi pályafutását mint statiszta kezdte Orson Welles egy befejezetlen filmjében. 1947-től a legnépszerűbb színészek egyike hazájában. Számos főszerep után az 1950-es évek derekán tért át a filmrendezésre, s 1957-ben mutatkozott be egy zenés produkció alkotójaként. Második, nálunk is bemutatott műve, A fogadalom (1962) már széles körű nemzetközi visszhangot váltott ki, s 1962-ben a cannes-i fesztiválon az Arany Pálmával jutalmazták. Értéke nemcsak művészi kvalitásaiban, hanem a szociális viszonyok leplezetlen kritikai feltárásában is rejlik. Dolgozott mint filmproducer, és színészi feladatokat is vállalt. A brazil filmművészet egyik kimagasló alakja, aki Alex Viany esztéta megállapítása szerint a régi és az új stílus határám állt. Az 1971-es cannes-i filmfesztivál zsűritagja volt. 1987-ben készítette el utolsó filmjét.

## Magánélete
1949–1956 között Ilka Soares (1932–2022) brazil színésznő volt a felesége.

## Filmjei

### Színészként
- Feltétlenül helyes (Absolutamente Certo) (1957) (forgatókönyvíró és filmrendező is)
- A Naves testvérek esete (O Caso dos Irmãos Naves) (1967)
- Paranóia (1976)

### Forgatókönyvíróként
- A fogadalom (1962) (filmrendező is)
- Az üdvösség ösvénye (Vereda de Salvação) (1965) (filmrendező és filmproducer is)

## Díjai
- Arany Pálma-díj (1962) A fogadalom